# Шарп, Даг
Даг Шарп (англ. Doug Sharp; 27 ноября 1969, Марион, Огайо, США) — американский бобслеист, выступавший за сборную США в конце 1990-х и начале 2000-х годов. Участвовал в Зимних Олимпийских играх 2002 года и удостоился бронзовой медали.
Прежде чем стать бобслеистом, Шарп занимался лёгкой атлетикой, принимал участие в соревнованиях по прыжкам с шестом, но не прошёл отбор в сборную на Летние Олимпийские игры 1996 в Атланте. Некоторое время играл в американский футбол и хоккей с шайбой. После Олимпиады 2002 года закончил карьеру профессионального спортсмена, уехал жить в Кентукки и стал тренером легкоатлетической команды Луисвиллского университета.
Шарп также является дипломированным хиропрактиком и артиллеристом Армии США. В 1993 году окончил университет Пердью.